# ياردلي غريفين
ياردلي غريفين (بالإنجليزية: Yardley Griffin)‏ هو كاتب أغاني أمريكي، ولد في 4 فبراير 1979 في ساكرامنتو في الولايات المتحدة.